# محوطه طبق چشمه
محوطه طبق چشمه مربوط به هزاره ۱- دوره اشکانیان - دوره ساسانیان است و در شهرستان مینودشت، روستای کمال‌آباد واقع شده و این اثر در تاریخ ۱۶ مهر ۱۳۷۹ با شمارهٔ ثبت ۲۸۰۹ به‌عنوان یکی از آثار ملی ایران به ثبت رسیده است.